# جون كاونسل
جون كاونسل هو قس كندي، ولد في 22 أكتوبر 1959 في Wallaceburg ‏ في كندا.